# Pomacentrus smithi
Pomacentrus smithi là một loài cá biển thuộc chi Pomacentrus trong họ Cá thia. Loài này được mô tả lần đầu tiên vào năm 1928.

## Từ nguyên
Từ định danh được đặt theo tên của nhà ngư học Hugh McCormick Smith, người đặc biệt quan tâm đến mảng ngư học Philippines, là nơi mà mẫu định danh của loài cá này được thu thập.

## Phạm vi phân bố và môi trường sống
P. smithi được tìm thấy tại vùng biển các nước Đông Nam Á hải đảo và các đảo quốc thuộc Melanesia. P. smithi sống tập trung gần những rạn san hô viền bờ và trong các đầm phá trên nền đáy bùn ở độ sâu đến 14 m.

## Mô tả
Chiều dài lớn nhất được ghi nhận ở P. smithi là 7 cm.
Số gai ở vây lưng: 13; Số tia vây ở vây lưng: 12–13; Số gai ở vây hậu môn: 2; Số tia vây ở vây hậu môn: 13–14; Số gai ở vây bụng: 1; Số tia vây ở vây bụng: 5.

## Sinh thái học
Thức ăn của P. smithi bao gồm tảo và các loài động vật phù du. Chúng thường hợp thành nhóm và cùng kiếm ăn gần các rạn san hô. Cá đực có tập tính bảo vệ và chăm sóc trứng.

## Thương mại
P. smithi đôi khi được khai thác trong ngành thương mại cá cảnh.